# 易洛魁经济
易洛魁（Iroquois）的经济最初以集体生产为主，结合了农耕及集体打猎。易洛魁联盟（Iroquois Confederacy）各部族与北方说易洛魁语的民族，包括休伦人在内，那时居住于包括现在纽约州及五大湖区所在的地域。
易洛魁联盟由五个部落组成，随后又有第六个部落加入，在与欧洲开始贸易往来前，六部族一直结合紧密。另外，休伦人虽然不属于易洛魁联盟，但是他们也说易洛魁语，经济形态也与易洛魁相似。
易洛魁几个民族的经济以农业为主，主要作物是印第安各部落普遍种植的“三姐妹”，即玉米，大豆和南瓜。易洛魁有自己的生活方式，并在此基础上形成了一些文化风俗，包括一些有关财产性质与财产管理的观念。
易洛魁人的经济体制与如今西方社会的多种主流经济形式都不相同，这一经济体制有如下一些特点：土地公有，劳动力以性别分工以及贸易主要以礼物经济为基础。
17世纪早期与欧洲各国的交往对易洛魁的经济产生了深远影响。最初，易洛魁与欧洲成为了重要的贸易伙伴，但欧洲殖民不断扩张，打破了易洛魁的经济平衡，到1800年时，易洛魁族人被限制到印第安居留地（reservation）中，他们不得不改变其传统的经济体制。
20世纪时，一些易洛魁部落利用在保留地独立的地位在当地开设了一些印地安赌场。而其它一些则直接并入了居留地之外的某些经济体。

## 土地所有权

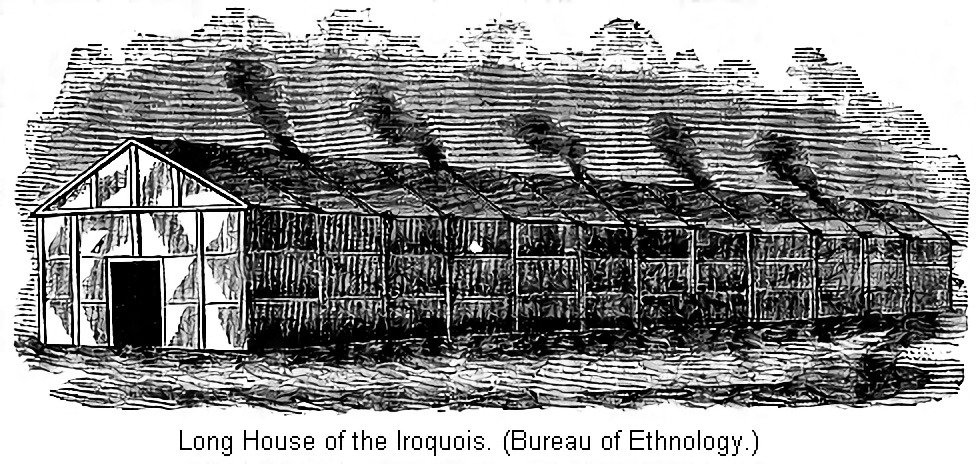
后期的易洛魁族的长屋可容纳数百人。

休伦族基本实行土地公有制，法国天主教传教士加百列·塞加道（Gabriel Sagard）出了该制度的基本原理：他们有“取之不尽的土地”，这样，家家可分到田地，仍有大量剩余的土地归集体所有。休伦族人有权开垦土地，进行耕作，只要他努力耕作，照料农田，他便可一直拥有这块土地。土地一旦遭弃置，就转为公有，其它人若有需要便可收归己用。因而虽然休伦人有分配给个人的土地，但事实上这样的分配意义并不大；贮存玉米的仓库在同一亲族居住的长屋内，表明长屋居住者共同拥有这些产品。
易洛魁实行与此类似的集体土地分配制度。部落拥有全部土地，分配给各大宗族，继而由宗族分到各家各户进行耕种。每隔几年，土地会在宗族内部重新分配一次，而宗族也可以在宗族母亲大会（Clan Mothers' Council）上提出重新分配的申请。如果有宗族滥用所分得的土地，或未好好照料，便会受到警告，甚至最终由宗族母亲大会裁定将土地转交给其它宗族以示惩罚。实际上，只有妇女关心土地产权，因为耕田种地是她们的义务。
此外，宗族母亲大会还预留了一些土地，由各宗族妇女共同耕种，产出的粮食称为，通常在节日和大型集会时使用。

## 劳动分工：农业与林业
劳动分工反映出易洛魁文化中常见的二元分化：族人信奉东西神两兄弟，两神分别代表树木（Sapling）与打火石(Flint)这两类互补事物。二元化还可在劳动中体现：男女性角色界定分明，二者相辅相成。女子包揽所有农活，男子则负责与林木有关的劳作，包括制造木质产品。易洛魁男子负责打猎、贸易与战斗，女子则负责耕田、采集食物与家务。易洛魁社会中，性别分工是劳动分工的最主要方式。与欧洲进行往来的时期，女子所生产货物占总数百分之六十五，男子占百分之三十五。合力而作进行食物生产使人们告别饥饿——欧洲早期殖民者常为此羡慕不已。
易洛魁的劳作系统与其土地所有制相匹配。易洛魁财产共有，因此族人也共同劳动。女子在大群体中从事辛苦的农活，辗转于田地之间，互相帮忙。易洛魁女性认为自己获得了上天给予的固定数量的种子，她们以“女主人”的身份在田间共同耕作。易洛魁每个农业群体中由女子们挑选一位年长但尚有活力的成员作为当年的领导者，并愿意服从其管理。除了耕种，女子也共同协作从事其他劳动。尽管她们自行砍伐树木，但领导者会监管她们共同将木头运回村庄。据深谙印第安文化的百人女性玛丽·杰米森(Mary Jemison)所说，女子部落还从事其它劳动，共同协作可避免“因比较各自劳动数量而产生的猜忌之心”。
易洛魁的男子也同样组织起来共同协作。当然，战争中男子都是共同行动的，单打独斗毫无意义可言。其它如打猎与捕鱼之类的劳动，男子也是共同协作进行，这和女子之间的合作相类。然而，与女子有所不同的是，男子多以一整个村庄组织起来，而非一个宗族。在捕猎过程中，男子组织起来广泛合作，捕杀大量猎物。据第一手资料记载，一个人数众多的捕猎组在森林中用灌木建起一个大V形篱笆，一批人在V字开口处点火，迫使动物向早有埋伏的出口奔跑，使用这样的计划，可一次性捕杀一百只鹿。
男子还以组队形式进行捕鱼。他们乘独木舟用鱼梁和渔网遮住整个水面，进行大规模捕鱼，收获颇丰，有时半天就有一千条。无论是打猎还是捕鱼，团队所取得的成果都被看成是共同财产，由领导者分发，或带回村庄以供享用。打猎和捕鱼并非总是以团队进行，不过易洛魁人独自行动的成果不如团队协作。

## 贸易
易洛魁联盟中，由于食物是协作生产并共同分发，进行对内贸易便毫无意义可言，不过与拥有易洛魁所稀缺资源地区的部落进行交易则正好相反。易洛魁用多余的谷物和烟叶跟北方部落换取动物毛皮，跟东方部落换取贝壳串珠。易洛魁人使用最多的交换方式是互赠礼物，这反映了易洛魁社会中的互惠原则。一个家族先赠另一个部落或家族一样礼物，同时希望对方回赠某种所需物品。易洛魁文化倾向共享财产，公担劳动，这种贸易方式与此文化有联系。尽管没有明文协定，但每个人为集体或集体内他人利益服务时，总希望能获得回报。在易洛魁社会中，个体户机会很少，对外贸易则是其中的一种形式，一个人一旦发现某条新的贸易路线，此后便独自享有通过此路线进行交易的权利。通常家族都会使贸易路线集体化，这样便可获得某种贸易的垄断权。
欧洲人的到来为大幅扩大贸易创造了机会。欧洲缺毛皮，而印第安人无法生产某些工业品，于是欧洲便以这些工业品与印第安人低价交换毛皮。然而贸易并非总能使当地人受益。英国人利用当地互赠礼物的文化，先倾注大量欧洲商品，使易洛魁人日渐依赖步枪、金属斧头等物品。当易洛魁人抛弃其它武器时，只能和欧洲人交易获得火药。在与法国人的战争中，英国人主要用这些礼物获得易洛魁人的支持。欧洲人到来之前，易洛魁人没有烟叶，之后便与欧洲人交换获得，结果对易洛魁社会产生了极其消极的影响。至1753年，情况变得严重，一位名为Scarrooyady的酋长只得请求宾夕法尼亚州（Pennsylvania）州长干涉贸易，他说道：“商人们现在只带来一些朗姆酒和面粉，根本就不带有价值的物品，比如火药和铅……毛皮原来应该回赠给送我们实在货物的公平贸易者，但现在这些毛皮也归入他们手中，这样一来，摧毁的不仅是我们自己，还有他们。这些缺德的威士忌酒商人们，把印第安人们喝得醉醺醺，这样就会卖给他们自己身上的衣物。总之，如果这样继续下去，我们的毁灭无可避免。”

## 对易洛魁族文化和社会的影响
易洛魁的经济结构促进形成了独特的财产观念和职业道德。除了基本的生产工具，易洛魁人几乎没有多余的私有用品，加之这些工具十分普遍，价值微薄，唯一值得偷的只可能是当时作为货币的贝壳，所以这里几乎没有小偷。作为一个无盗贼社会，易洛魁能获得所有人的尊重。但人们常批评它的公有制度无法很好调动人工作的积极性，因此为了让易洛魁文明在缺失个人激励的情况下依然取得成功，领导者不得不发展出一套公共的工作规范。
美德变成生产力的代名词。理想的易洛魁男人需是个无敌勇士和打猎的好手，女性则需擅长农业和家务。易洛魁通过强调个人对社会的作用，创立了鼓励公民贡献的思想机制，即使他们如何努力，所得报酬相差无几。有人可能会觉得在这样一个公有制的社会系统下，易洛魁必定会在文化上互相依赖，毫无个性可言。然而易洛魁拥有深厚的自治独立传统。易洛魁人被教导要自律、自立、负责和自持。领导者们试图从小就消除人民的依赖思想，培养责任感，同时让小孩参与到公共文化之中，教导他们作为个体独立思考，但要为了集体工作。

## 现代经济
许多易洛魁人融入了周边国家美国加拿大的西方经济之中。但对那些生活在保留区的易洛魁人说，他们的经济更加独立。无论是否受到外来经济的直接影响，现在大多数易洛魁经济都受到国家和世界经济的巨大影响。易洛魁进入钢铁建设行业已经100多年，来自莫霍克族（Mohawk）的许多人就参与了硬钢工程例如帝国大厦（the Empire State Building）和世贸中心（World Trade Center）的建设。保留地内部，经济发展不容乐观。比如美国莫霍克族保留地近来失业率达46%。然而也有很多保留地的企业取得成功，如塞内卡（Seneca）保留区的萨加曼卡城（the City of Salamanca），这个位于纽约的硬木工业中心有着13%印第安人口。
塞内卡族利用其独立的保留地身份进行汽油、香烟免税贸易及开设高额赌注的赌场，其中有两家印第安赌场，一个在纽约的尼亚加拉瀑布（Niagara Falls），一个在纽约的萨拉曼卡。塞内卡尼亚加拉赌场和赛内卡阿勒格尼（Allegany）赌场也是塞内卡人创办的。2007年，塞内卡人在布法罗（Buffalo）开了第三家赌场，名为塞内卡法罗克里克赌场。
奥奈达部落（Oneida）已经在其纽约和威斯康星州（Wisconsin）保留地开设了赌场，该部落是威斯康星州东北部最大的雇主，有超过3000名员工，其中包括部落政府的975人。部落管理资金超过1600万美元，这些资金来自于联邦政府及个人资助、各类工程，包括由印度自主和教育援助法案授权的一些工程。奥奈达的企业给部落带了上百万的收益并提高了人民的生活水平。

### 欧洲人到来后的土地
随着欧洲人的到来以及易洛魁族人被隔离到印第安居留地（reservations）中，易洛魁族人的土地管理体系不得不改变。易洛魁族最初的土地管理制度为：若族人有需要可以免费使用集体所有的土地。由于土地会分配给家庭承包，因此这种体系算不上完全集体所有，但是易洛魁族人头脑中没有西方人将土地视为商品的观念。欧洲人的到来、易洛魁族人又被隔离到居留地，因此当地人不得不将他们的土地制度西化。虽然易洛魁族人受到了西方文化的影响，但是在随后多年他们还是保留了其独特的土地观。当代的易洛魁族人道格·乔治-科恩帝欧（Doug George-Kanentiio）总结了他对易洛魁族土地观的看法：易洛魁族人“没有单纯为了金钱目的而宣布领土所有的绝对权力。造物者让我们托管这块土地，也规定了土地具体的使用方法。我们是大地的管理者，而不是大地的拥有者。只有在我们和平、和谐居住的情况下，我们才有使用权。
1981年，易洛魁族长老会在一次发言中发表了相似的观点。长老会认为“西欧土地所有观念”与易洛魁族不同，本族认为“大地是神圣的”并且“大地是给所有人永远使用的-而不是只是被当代占有”。发言中还提到，“根据长老会大法（Gayanerkowa），土地是每个部落中的女人掌握的，土地主要由女人负责耕种，为后代精心照料。当联盟形成时，分开的部落组成了一个整体。每个部落的领土变成了联盟的土地，即使这样，每个部落仍然对其代代相传的土地有着特殊的眷恋。“长老会的发言体现了易洛魁人执着于一种独特的土地观念。
易洛魁人被迫住在位于魁北克大河区的保留地（Grand River Iroquois）(加拿大有两处易洛魁居留地)后，他们将传统的易洛魁土地产权结构同新的生活方式结合到一起。18世纪，保留地在两个契约的基础上建立起来。契约赋予易洛魁“六部落”对保留地的共同所有权，而个人可以从部落联盟中永久租用一块地。易洛魁人认为，谁精心照料一片土地，这片土地就归谁所有；反之，如果对土地弃之不管，则根据保留地土地法将这片土地归公。在财产纠纷案例中，易洛魁长老会站在耕耘土地的一方，而不是对这块地不管不顾的一方。土地上的自然资源属于整个部落，而不是属于拥有这块土地的人。例如，易洛魁人将土地出租开采矿石，但对开采出的所有产品都要征税。自从在保留地发现天然气后，“六部落”便直接拥有天然气井。“六部落”会给当地土地所有者一些钱，但仅是用来补偿开采时对土地带来的损害。这种形式同易洛魁人与外来文化接触前的土地分配体系十分相似。在该体系中，每个部落真正拥有土地并按需分配，而个人不是无条件占有。从另一个事例中也可以看出传统的易洛魁财产观念影响着现代印第安人的生活，这就是塞内卡-卡尤加（Seneca-Cayuga）部落买下纽约州的一块土地来建赌场。赌场的盈利便成为部落额外的集体收入。目前，塞内卡-卡尤加族已拥有一座宾戈游乐城，一处加油站和一家卷烟厂。易洛魁人与外来文化接触前对土地权的观念直接影响着现代保留地产权分配。